# 大村小町
大村 小町（おおむら こまち、1978年10月18日 - ）は、日本のお笑い芸人。女性のピン芸人。
秋田県能代市出身。株式会社ミューズ所属。

## 来歴・人物
1978年、秋田県能代市富町に生まれる。
秋田県立能代高等学校卒業、福島大学進学。最初は教員を目指していた。しかし教員としての自分の姿をイメージできなくなり、大学は2年の秋で中退、友人を頼って上京。神奈川県内のホテルに就職して配膳の仕事に就いていた。
テレビでたまたま見たテツandトモに感動して尊敬し、「一目会いたい」との思いで芸人養成所に入り、芸能活動をスタート。
かつてはニチエンプロダクションに所属、この当時は本名で活動していた。その後芸名を「小町」としてフリーでの活動を経て、2008年5月よりアミー・パークに所属。
2008年12月、男鹿市観光協会認定の『ナマハゲ伝導士』認定試験に合格。他、空手二段の資格を持っている。
顔が片桐はいり似であることを自称している。
R-1ぐらんぷりでは2009年に2回戦進出、2011年に3回戦進出。
2010年4月、自身のブログ等で「大村 小町」に改名すると発表。所属事務所アミー・パークの社長からは「名の通り大きくなってください。がんばってね」と言われたとの記載がある。先輩芸人のナオユキが名付け親。
2010年11月14日に受検した、「秋田ふるさと検定」で3級に合格。2012年11月11日の受検で同検定の2級に合格。
アミーパークライブに出演できない時には、主にライブのガナリ（呼び出し）を担当していた。後輩が多く所属するようになってからは行なっていない。
アミーパークライブFには事務所所属直後から前説及びガナリとして参加、元サジタリの塚田舞の脱退を受け、2012年2月15日の公演からレギュラーとなる。
2020年2月でアミー・パークを退所。
2020年4月1日より、出身地の能代市より『能代ふるさとPR大使』に委嘱される。
2021年2月より、株式会社ミューズ所属。
好きな食べ物はキュウリ、卵焼き、回転寿司。『聖闘士星矢』が好き。

## 芸風
秋田弁を使い、地元・秋田県にまつわる様々な話題を拾ってネタにして、主にめくり芸で漫談を演じている。主なネタに「秋田弁講座」「秋田の恥ずかしい話」「秋田新名所案内」など。秋田のヒーローの超神ネイガーをネタにしたこともあった。なお、この時にめくりで使っている台は落語の寄席で使われているめくり台ような物であり、紙は半紙。文字は筆で書かれていた。最初のあいさつに「秋田県から新幹線こまちさ乗ってやって来た、小町です!」があり、終わりは「へばまんつ」（秋田弁で「それではまた」の意味）で締めている。衣装は主に和服である。秋田弁で手本にしているのは、自分の曽祖母と秋田で活動する舞台女優の今立善子（善ババ）だと言う。
以前は、めくり芸ではなく、宇宙戦艦ヤマトの替え歌、観客から好きな食べ物を聞いてその食べ物をお弁当として登場させるコント、なまはげに扮した一人コント、料亭「般若亭」の女将に扮したコント、バットを振りながらギャグを連発する芸などを演じていたこともあった。
手遊び歌「いとまきのうた」を元にした一発ギャグを持っている。
キャッチフレーズは「叫べ！着物娘」。
挨拶は上記の外に「アミーパークのシンデレラ、(大村)小町です！」や「アミーパークの末っ子、(大村)小町です！」、「田んぼで育ったシンデレラ。33歳みんなの妹、大村小町です。」、「田んぼで育ったシンデレラ。33歳食べ盛り、大村小町です。」などがある。
現在はめくりの紙を画用紙に変えたいわゆるフリップ芸で秋田漫談を行なっている。フリップネタには「英語の授業」「県民性」「地味な秋田県」「データで見る秋田県」などがある。歌ネタにはジッタリンジンのプレゼントの歌詞を客さんから貰ってこまったものに替えて歌うものがある。
また、つかみネタとして、「秋田ものまね」や「秋田じゃないものまね（主にアニメ）」などを行うことがある。

## エピソード
「小町」の由来としては、秋田県出身である為、あきたこまちから自分で勝手につけたと語っている。
通常、事務所のネタ見せに通い、その芸を認められて所属となるが、彼女は事務所の若手芸人が行う自主ライブ「アミーパークライブF」の第一回を勉強の為に見学に行った際、たまたま隣に座ったアミー・パークの網井社長に、ライブ終了後に芸人であることを見抜かれ、スカウトされそのまま社長の推薦で所属することになった。
アミー・パーク所属後、事務所主催のライブであるアミーパークライブ（旧・宇田川ロケット）にはなかなか出演することができず、所属6ヶ月経って初めて出演した宇田川ロケット（2008年12月8日）ではエンディングで感極まって涙を流した。
元サジタリのまいちゃんがアミーパークに所属していた当時はまい、岩田サトシ（ルネ）と三名で塚田会（別名・禁酒禁煙会）を結成し、事務所ライブ後は塚田会で打ち上げを行なっていた。
オンバト＋が初の地上波テレビ出演と言われているが、実は2007年に日本テレビ系列の24時間テレビリポートに出演している。この時はメイミ、カルーア啓子が主催するNPO法人「笑顔工場」が行う慰問ライブの出演者としてネタ中の様子が映し出された。出演時間は計5秒。
2022年7月30日・7月31日両日に秋田県東成瀬村で行われた『仙人就業36th』に参加し、仙人認定をもらう。

## 出演

### テレビ
- 24時間テレビリポート（日本テレビ系列）-2007年5月27日
- オンバト+（NHK総合）戦績1勝1敗 最高413KB
- 夢であいましょう（NHK総合）-2013年8月23日 ミニコーナー「ひとりじゃない〜テレビはあなたのそばに〜」内にオンバト+出演者として出演

### ラジオ
- カルーア啓子のお笑い!ヤマトナデシコ（FMやまと）- 2009年12月7日・14日、2011年2月21日・28日
- お笑いプレーオフtheRADIO(FMさがみ) - 2012年5月8日

### 新聞
- 朝日新聞秋田版「秋田弁で笑いつかめ」- 2010年5月13日
- 秋田魁新聞・日曜版 - 2010年05月23日

### インターネット
- 委稲風砂のパジャマんナイト-2007年6月24日
- アニろっくTV-2007年10月16日
- ちまのニコバラ＠中野アドレス-2008年7月3日
- ぶちぬき女芸人 （あっ!とおどろく放送局）- 2010年2月15日
- トップカラーのニコジョッキー－ 2011年9月16日・2011年12月23日（ニュートン雑技団として出演）
- JOKE FACTORY RADIO - 2012年1月24日、2012年1月25日
他